# Rasmus Christian Rask

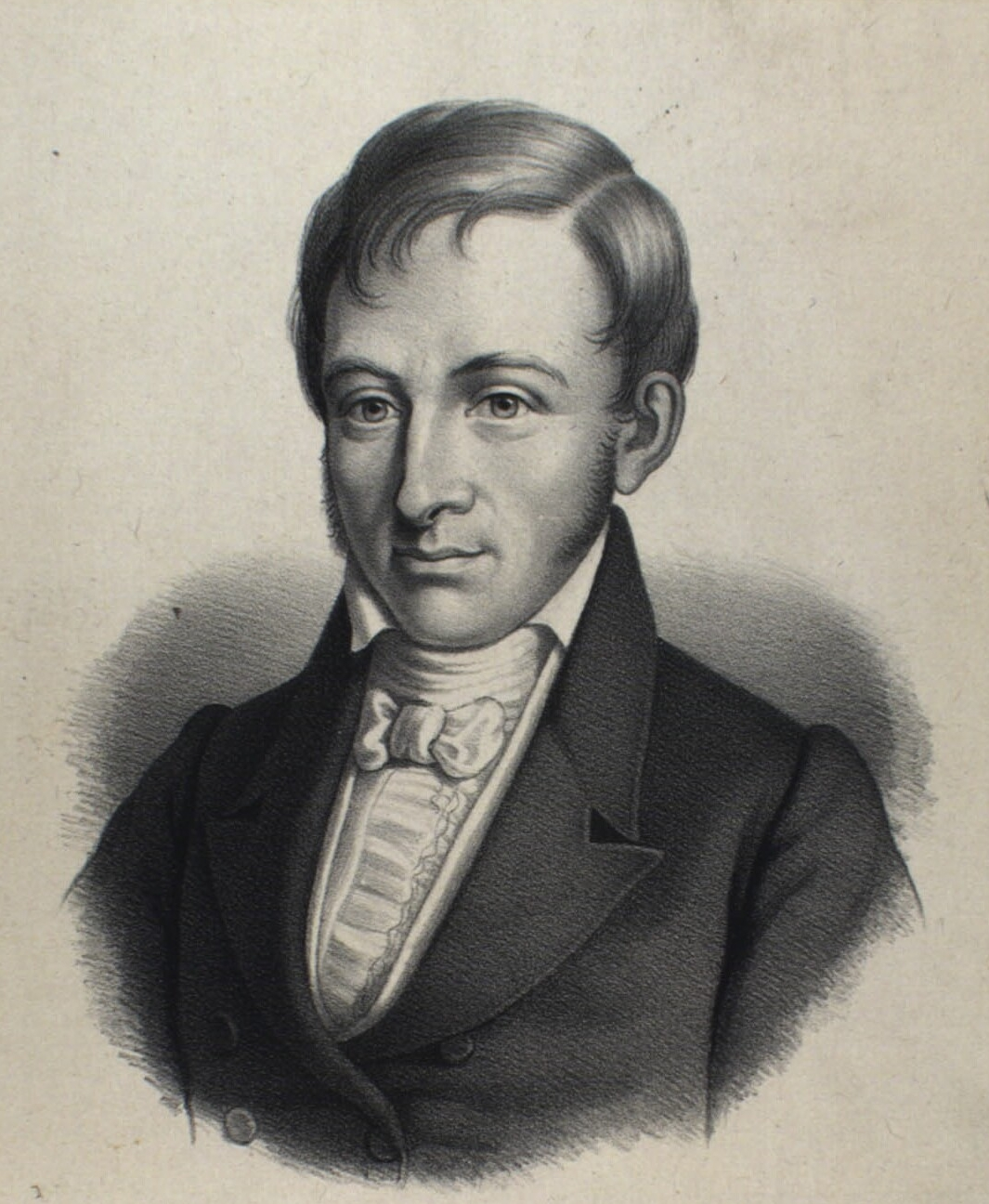
Rasmus Christian Rask

Rasmus Christian Rask (* 22. November 1787 in Brændekilde (Insel Fünen); † 14. November 1832 in Kopenhagen) war ein dänischer Indogermanist und Polyglott. Er sprach 25 Sprachen und Dialekte, mehr als 50 hatte er studiert. Im Jahr 1811 veröffentlichte er seine bedeutende Grammatik der isländischen Sprache und lieferte damit auch Belege für Lautveränderungen in den germanischen Sprachen.

## Leben
Rasmus Rask wandte sich frühzeitig dem Studium der nordischen und anderen verwandten Sprachen zu. Nach einer Studienreise nach Island veröffentlichte er im Jahr 1818 die von der Königlich Dänischen Akademie der Wissenschaften angenommene Preisschrift Undersøgelse om det gamle Nordiske eller Islandske Sprogs Oprindelse (Deutsch: Untersuchung zum Ursprung der altnordischen oder isländischen Sprache). Hierin postulierte er eine Verwandtschaft zwischen dem Germanischen, Lateinischen, dem Slawischen und dem Griechischen. Er beendete seine Arbeit hierüber bereits vier Jahre zuvor, doch veröffentlichte bereits 1816 Franz Bopp sein „Conjugationssystem“, so dass Rasks in dänischer Sprache herausgegebenes Werk in der Fachwelt nicht mehr die erwartete Aufmerksamkeit erhielt.
Um auch die entfernteren Verwandten der – wie er die indogermanische Sprachfamilie nannte – „thrakischen“ Sprachen (vgl. Thrakische Sprache) zu studieren, unternahm er mit finanzieller Unterstützung des Königshauses von 1816 an eine Reise nach Indien. Sie führte über Stockholm, Petersburg, Moskau, Astrachan, Tiflis und Persien nach Bombay (1820) und Ceylon. Hier konnte er wertvolle Pahlavi- und Pali-Handschriften erwerben. Nach seiner Rückkehr an die Universität Kopenhagen im Jahr 1823 wurde er zum Professor der Literaturgeschichte, später der Orientalistik ernannt. 1825 gründete er zusammen mit Carl Christian Rafn die Nordische Altschriftgesellschaft.
1823 entwarf Rask eine aposteriorische Plansprache, die allerdings erst aus dem Nachlass heraus veröffentlicht wurde und die die spätere Diskussion nicht beeinflusst hat. Die Besonderheit liegt in der modernen Argumentation von Rask für eine Plansprache sowie im frühen Zeitpunkt – erst in der zweiten Hälfte des 19. Jahrhunderts kam es zu einer Welle von Plansprachenprojekten.
Seine eingehenden und systematischen Untersuchungen der altnordischen Sprache nach Syntax und Lautlehre lieferten den Nachweis, dass sie eng mit den übrigen germanischen, aber auch mit den slawischen und baltischen Sprachen sowie mit dem Lateinischen und Griechischen verwandt sind.
Der deutsche Sprachforscher Jacob Grimm wurde auf Rasks in dänischer Sprache geschriebenes erstes Buch Vejledning til det Islandske eller gamle Nordiske Sprog (Kopenhagen 1811) aufmerksam. Briefe, Rezensionen und zahlreiche Hinweise zeugen von einem Einfluss Rasks auf die Brüder Grimm, die mit ihm die gemeinsame Edition der Edda-Lieder planten, doch blieb das Verhältnis von Grimm und Rask angespannt. Auch griff Jacob Grimm Rasks Ergebnisse zur ersten Lautverschiebung in seiner Deutschen Grammatik auf, „in der er noch ausführlicher als Rask dieses Lautgesetz darstellte und exemplifizierte“. Deshalb wird das sogenannte „Grimmsche Gesetz“ von einigen Wissenschaftlern auch „Rask–Grimm’s rule“ genannt. Zudem war Rask der Erste, der das Prinzip der regelmäßigen Lautveränderung erkannte und für historische und für vergleichende Sprachanalysen systematisch angewandt hatte. Gleichfalls bahnbrechend war Rasks Arbeit über die Zendsprache, in der er nachwies, dass die Liturgiesprache der Parsen mit dem Sanskrit eng verwandt ist. Auch die ural-altaischen und kaukasischen Sprachfamilien konnte Rask noch vor seinem frühen Tod eingehend behandeln.

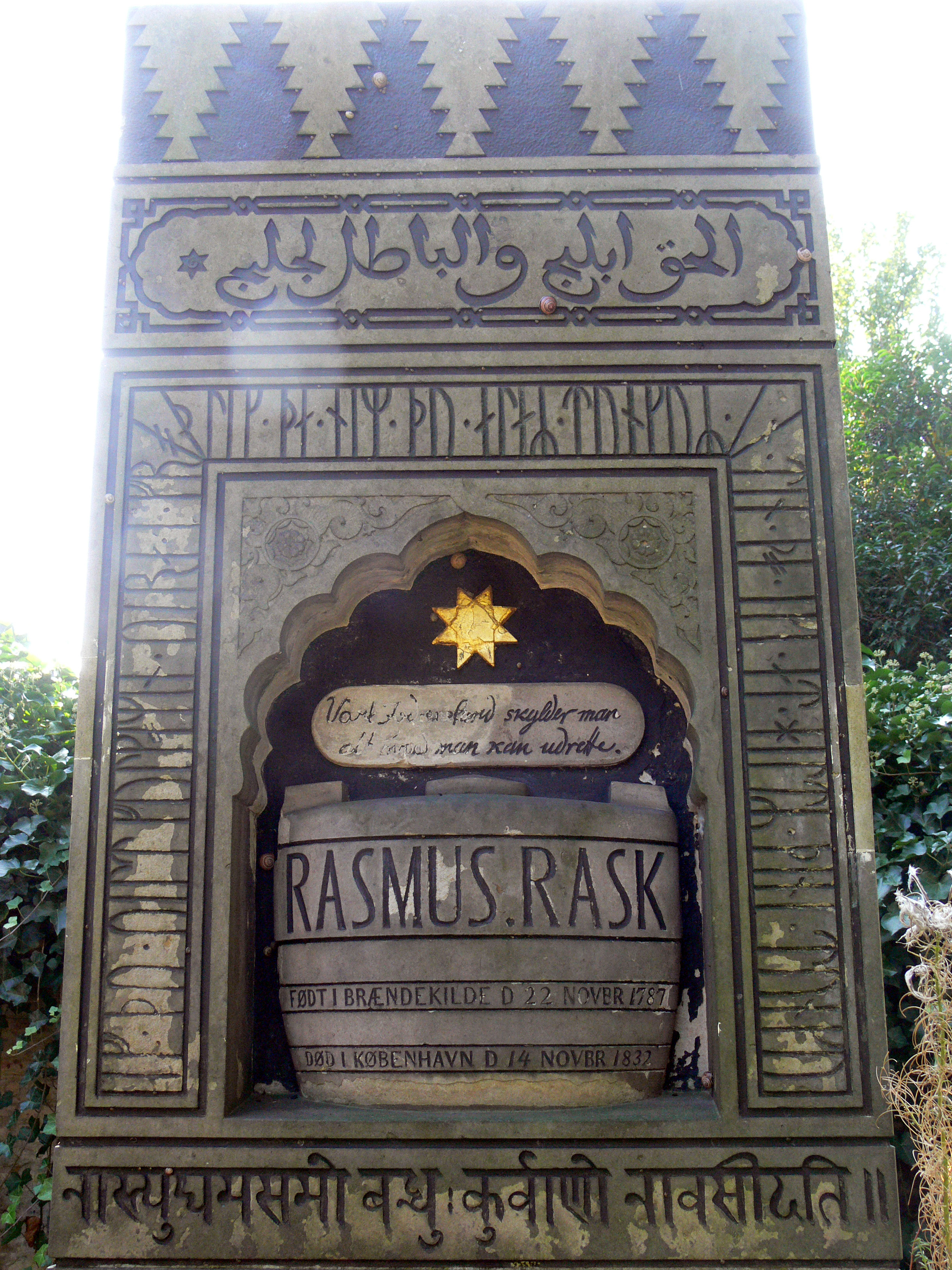
Grab von Rasmus Christian Rask auf dem Assistenzfriedhof.

Auf einer seiner zahlreichen Reisen ist er in Ceylon in den Bund der Freimaurer aufgenommen worden. Er liegt auf dem Assistenzfriedhof im Kopenhagener Stadtteil Nørrebro begraben.

## Schriften
- Vejledning til det Islandske eller gamle Nordiske Sprog, Kopenhagen 1811
- Undersøgelse om det gamle Nordiske eller Islandske Sprogs Oprindelse, Kopenhagen 1818 (Digitalisat)
- Spansk Sproglære, 1824
- Frisisk Sproglære, Kopenhagen 1825
  - Friesische Sprachlehre, bearbeitet nach dem nämlichen Plane, wie die Isländische und Angelsächsische von R. Rask, Professor der Literärgeschichte und Unterbibliothekar. Aus dem Dänischen übersetzt, und mit einem Vorwort über die Wichtigkeit des Sprachenstudiums für eine gründliche Forschung im Gebiet der Rechts- und Staatswissenschaften begleitet von Dr. F. D. Buss, Professor der Rechts- und Staatswissenschaften an der Hochschule in Freiburg. Freiburg im Breisgau 1834.
- Dansk Retskrivingslære, Kopenhagen 1826
- Über das Alter und die Echtheit der Zend-Sprache und des Zend-Avesta, und Herstellung des Zend-Alphabets. Erlangen 1826
- Italiænsk Formlære, 1827
- Den gamle Ægyptiske Tidsregning, Kopenhagen 1827
- Vejledning til Akra-Sproget på Kysten Ginea, 1828
- Den ældste hebraiske Tidsregning indtil Moses efter Kilderne på ny bearbejdet og forsynft med et Kart over Paradis, Kopenhagen 1828
- A Grammar of the Danish language for the use of Englishmen, 1830
- Ræsonneret lappisk Sproglære, 1832
- Engelsk formlære, 1832